# Марк Порцій Катон (претор 92 року до н. е.)
Марк Порцій Катон (*Marcus Porcius Cato, бл. 131 до н. е. — бл. 90 до н. е.) — політичний діяч часів Римської республіки.

## Життєпис
Походив з роду нобілів Порціїв Катонів. Син Марка Порція Катона, консула 118 року до н. е. Народився близько 131 року до н. е. Про молоді роки замало відомостей. У 95 році до н. е. стає курульним еділом. У 92 році до н. е. обирається претором. У 91 році до н. е. за жеребом отримує провінцію Нарбонська Галлія. Помер близько 90 року до н. е. під час своєї каденції.